# Boissy-sous-Saint-Yon
Boissy-sous-Saint-Yon – miejscowość i gmina we Francji, w regionie Île-de-France, w departamencie Essonne.
Według danych na rok 1990 gminę zamieszkiwało 3309 osób, a gęstość zaludnienia wynosiła 412 osób/km² (wśród 1287 gmin regionu Île-de-France Boissy-sous-Saint-Yon plasuje się na 392. miejscu pod względem liczby ludności, natomiast pod względem powierzchni na miejscu 486.).